# КОС
Контррозвідувальна служба, або КОС (сербохорв. Контраобавештајна служба/Kontraobavještajna služba, словен. Kontraobveščevalna služba; мак. Контраразузнавачка служба) — служба контррозвідки Югославської Народної Армії, яка існувала з 1946 року до розпаду Югославії у 1991 році. 1992 року її роботу на території Сербії та Чорногорії продовжила Служба державної безпеки.

## Заснування та структура
КОС утворено 1946 року на основі військового сектору розформованої тоді служби безпеки югославської комуністичної влади — Управління захисту народу (ОЗНА). Водночас цивільний компонент розпущеної спецслужби перетворився на Управління державної безпеки, більш відоме як УДБА. 1955 року Контррозвідувальна служба змінила назву на Управління безпеки, перейшовши з підпорядкування Генеральному штабу у відання Державного секретаріату народної оборони, що пізніше називався Союзним секретаріатом народної оборони (Міністерством оборони комуністичної Югославії).

## Діяльність
Більшість відомостей про цю службу все ще класифікується як військова таємниця, але дещо можна відстежити в ЗМІ, особливо щодо часів перебування на посаді Милошевича та ролі, яку ті відіграли у розпаді СФРЮ (наприклад, операції «Лабрадор» i «Опера» або «плівки Шпегеля»).